# Урусов, Фёдор Семёнович
Князь Фёдор Семёнович Урусов (ум. 1694) — воевода и боярин во времена правления Фёдора Алексеевича, правительницы Софьи Алексеевны, Ивана V и Петра I Алексеевичей.
Младший сын С. А. Урусова.

## Биография
Входил в число любимцев царя Фёдора Алексеевича, сопровождал его, со своими братьями Урусовыми, в походах 1680-1681 годов.
В 1680 году построил в селе Палец, Нижегородской области (которое принадлежало его отцу,  Семёну Андреевичу), каменную церковь в честь иконы Божией Матери Одигитрии Страстной.
1 сентября 1680 года князь Фёдор Семёнович женился на сестре царицы Агафьи Грушецкой — Фёкле Семёновне Грушецкой (из боярского и дворянского рода Грушецких). В тот же день царь пожаловал его, уже как свояка, в бояре. В июне 1681 года ему построили в подмосковном селе Преображенском двор рядом с царскими хоромами, так как он часто сопровождал государя в его загородных поездках. Именно брак князя Урусова на сестре царицы закрепил положение братьев князей Урусовых, как ближайших к царю бояр.
В 1683—1684 годах  воевода в Великом Новгороде. После смерти Фёдора Алексеевича, Фёдор Семёнович дневал и ночевал в хоромах у гроба царя на 6-й день

С 1692 года начальник Рейтарского, Иноземного и Пушкарского приказов, руководил военными преобразованиями первых лет царствования Петра I . 

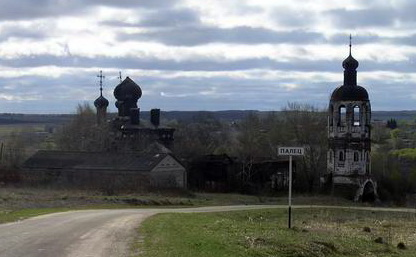
Одигитриевская церковь в селе Палец, построенная Ф.С. Урусовым

С 1693 года — владелец села Урусово (Михайловское), Венёвский уезд.

## Семья
Жена — Фёкла Семёновна Грушецкая — родная сестра царицы Агафьи Грушецкой, первой жены царя Фёдора Алексеевича. Брак состоялся 1 сентября 1680 г.:

«А на Семён день Государь пожаловал в бояре князь Фёдора Семёновича Урусова, и женился он на вдове Грушецкой, что была за Зыбиным, с пятницы на суботу, в тот день и зговор был и свадьба»— "3 сентября 1680 г. (Временник ОИДР. М., 1851. Кн. IX. Смесь. С.52)."
.
- Дочь Мария Фёдоровна Урусова (ум.1731) — замужем за Куракиным Борисом Ивановичем, сподвижником Петра I.